# مرسيدس بنز سي 11
مرسيدس بنز سي 11 (بالإنجليزية: Mercedes-Benz C11)‏ هي مرسيدس رياضية أدخلت في عام 1990 بطولة العالم للسيارات الرياضية.